# Örlygsstaðahnúkar
Örlygsstaðahnúkar är en bergstopp i republiken Island. Den ligger i regionen Västlandet, 100 km norr om huvudstaden Reykjavík. Toppen på Örlygsstaðahnúkar är 279 meter över havet. Örlygsstaðahnúkar ingår i Ljósufjöll.
Trakten runt Örlygsstaðahnúkar är nära nog obefolkad, med mindre än två invånare per kvadratkilometer. Närmaste större samhälle är Stykkishólmur, omkring 15 kilometer nordväst om Örlygsstaðahnúkar. Trakten runt Örlygsstaðahnúkar består i huvudsak av gräsmarker.